# Ruslan Dayanov
Ruslan Rushanovich Dayanov em russo:Руслан Рушанович Даянов ;(Moscou, 16 de julho de 1985) é um jogador de vôlei de praia e de voleibol na neve russo.

## Carreira
No ano de 2002 formou dupla com Yaroslav Koshkarev na conquista da medalha de ouro na edição do Campeonato Europeu de Vôlei de Praia Sub-18 realizado em Chornomorsk e na primeira edição do Campeonato Mundial de Vôlei de Praia Sub-19 de 2002 obtiveram a medalha de bronze.
Na edição do Campeonato Mundial de Vôlei de Praia Sub-21 de 2003 em Saint-Quay-Portrieux terminaram na nona posição, também disputaram neste ano a edição do Campeonato Europeu Sub-20 em Salzburgo, quando finalizaram na décima terceira posição e na edição seguinte do Mundial Sub-21 em Porto Santo terminaram na nona posição.
Ao lado de Stanislav Eremin terminou na décima sétima posição no Campeonato Europeu de Vôlei de Praia de 2005 em Moscou e a nona posição no Mundial Sub-21 de 2005 no Rio de Janeiro e o quinto lugar no Campeonato Europeu Sub-23 no mesmo ano em Mysłowice.
Participou ao lado de Taras Myskiv da primeira edição do Campeonato Europeu de Vôlei na Neve de 2018, sediado em Wagrain, Kleinarl e Flachau, na qual conquistaram a medalha de ouro e neste mesmo ano juntos conquistaram pelo Circuito Europeu de Vôlei na Neve os títulos das etapas do Monte Argeu, Roccaraso e Uludağ, ainda foram vice-campeões na etapa de Bakuriani.

## Títulos e resultados
- Etapa de Uludağ do Circuito Europeu de Vôlei na Neve:2018
- Etapa de Roccaraso do Circuito Europeu de Vôlei na Neve:2018
- Etapa de Monte Argeu do Circuito Europeu de Vôlei na Neve:2018
- Etapa de Bakuriani do Circuito Europeu de Vôlei na Neve:2018